# Pikkjärve (Palamuse)
Pikkjärve – wieś w Estonii, w prowincji Jõgeva, w gminie Palamuse.